# Élections sénatoriales de 2023 dans le Loiret
Les élections sénatoriales de 2023 dans le Loiret sont des élections se déroulant, sous la Cinquième République, dans le cadre des élections sénatoriales françaises de 2023, dans le département du Loiret, le dimanche 24 septembre 2023.
Elles ont pour but d'élire les sénateurs représentant le département au Sénat pour un mandat de six années.

## Sénateurs sortants
| Sénateur | Sénateur          | Parti | Fonctions lors de l'élection en 2017                              |
| -------- | ----------------- | ----- | ----------------------------------------------------------------- |
|          | Jean-Pierre Sueur | PS    | Sénateur sortant                                                  |
|          | Jean-Noël Cardoux | LR    | Sénateur sortant                                                  |
|          | Hugues Saury      | LR    | Président du conseil départemental, conseiller municipal d'Olivet |

## Présentation des listes et des candidats
Le parti Renaissance issue de la majorité présidentielle décide de ne pas présenter de liste et de ne pas en soutenir, avançant la probabilité élevé qu'un sénateur issue de la liste Rassemblement National soit élu. 

### Liste Rassemblement national conduite par Valentin Manent
| N° | Candidats | Candidats       | Parti | Nuance | Principales fonctions                       |
| -- | --------- | --------------- | ----- | ------ | ------------------------------------------- |
| 01 |           | Valentin Manent | RN    | RN     |                                             |
| 02 |           | Elodie Babin    | RN    | RN     | Conseillère régionale                       |
| 03 |           | Philippe Lecoq  | RN    | RN     |                                             |
|    |           |                 |       |        |                                             |
| 04 |           | Michèle Merlin  | RN    | RN     |                                             |
| 05 |           | Valentin Blelly | RN    | RN     | Conseiller municipal de Saint-Jean-le-Blanc |

### Liste Divers centre conduite par Frédéric Néraud
| N° | Candidats | Candidats               | Parti | Nuance | Principales fonctions                   |
| -- | --------- | ----------------------- | ----- | ------ | --------------------------------------- |
| 01 |           | Frédéric Néraud         | HOR   | HOR    | Vice-président du conseil départemental |
| 02 |           | Marie-Philippe Lubet    | HOR   | HOR    | Maire de Saint-Denis-en-Val             |
| 03 |           | Jean-François Deschamps | HOR   | HOR    | Adjoint au maire d'Aschères-le-Marché   |
|    |           |                         |       |        |                                         |
| 04 |           | Françoise Hébert        |       | DVC    | Maire de Sury-aux-Bois                  |
| 05 |           | Alain Bertrand          |       | DVC    | Conseiller municipal de La Bussière     |

### Liste Union de la gauche conduite par Christophe Chaillou
| N° | Candidats | Candidats           | Parti | Nuance | Principales fonctions                   |
| -- | --------- | ------------------- | ----- | ------ | --------------------------------------- |
| 01 |           | Christophe Chaillou | PS    | SOC    | Maire de Saint-Jean-de-la-Ruelle        |
| 02 |           | Jalila Gaboret      | PS    | SOC    | Conseillère régionale                   |
| 03 |           | Bruno Lacroix       | PCF   | COM    | Adjoint au maire de Fleury-les-Aubrais  |
|    |           |                     |       |        |                                         |
| 04 |           | Anne Pascaud        | PCF   | COM    | Adjointe au maire de Châlette-sur-Loing |
| 05 |           | David Jacquet       | PS    | SOC    | Maire d'Artenay                         |

### Liste La France Insoumise conduite par Karin Fischer
| N° | Candidats | Candidats     | Parti | Nuance | Principales fonctions                        |
| -- | --------- | ------------- | ----- | ------ | -------------------------------------------- |
| 01 |           | Karin Fischer | LFI   | FI     | Conseillère régionale                        |
| 02 |           | Bruno Cœur    | EÉLV  | DVG    | Maire de Bou                                 |
| 03 |           | Eulalie Lama  | LFI   | FI     | Conseillère municipale de Châlette-sur-Loing |
|    |           |               |       |        |                                              |
| 04 |           | Kévin Merlot  | LFI   | FI     |                                              |
| 05 |           | Marie Agam    | LFI   | FI     |                                              |

### Liste Union de la droite conduite par Hugues Saury
| N° | Candidats | Candidats      | Parti | Nuance | Principales fonctions                                |
| -- | --------- | -------------- | ----- | ------ | ---------------------------------------------------- |
| 01 |           | Hugues Saury   | LR    | LR     | Sénateur sortant, conseiller départemental           |
| 02 |           | Pauline Martin | LR    | LR     | Conseillère départementale, maire de Meung-sur-Loire |
| 03 |           | Francis Cammal |       | DVC    | Conseiller départemental, maire de Gien              |
|    |           |                |       |        |                                                      |
| 04 |           | Valérie Martin |       | DVD    | Maire de Lorris                                      |
| 05 |           | Marc Gaudet    | UDI   | UDI    | Président du conseil départemental                   |

## Résultats
| Tête de liste                                   | Tête de liste            | Liste                         | Voix  | %     | Sièges | +/-           |
| ----------------------------------------------- | ------------------------ | ----------------------------- | ----- | ----- | ------ | ------------- |
|                                                 | Hugues Saury             | Union de la droite (LR - UDI) | 785   | 46,34 | 2      | en stagnation |
| Une grande énergie pour nos territoires         |                          |                               | 785   | 46,34 | 2      | en stagnation |
|                                                 | Christophe Chaillou      | Union de la gauche (PS - PCF) | 447   | 26,39 | 1      | en stagnation |
| Equilibre, solidarités et territoires           |                          |                               | 447   | 26,39 | 1      | en stagnation |
|                                                 | Frédéric Néraud          | Divers droite (HOR)           | 288   | 17,00 | 0      | en stagnation |
| Ensemble, pour une république des territoires   |                          |                               | 288   | 17,00 | 0      | en stagnation |
|                                                 | Valentin Manent          | Rassemblement national        | 129   | 7,62  | 0      | en stagnation |
| Au service des communes pour défendre le Loiret |                          |                               | 129   | 7,62  | 0      | en stagnation |
|                                                 | Karin Fischer            | La France insoumise (EÉLV)    | 45    | 2,66  | 0      | en stagnation |
| Loiret Union populaire écologique et sociales   |                          |                               | 45    | 2,66  | 0      | en stagnation |
|                                                 |                          |                               |       |       |        |               |
| Suffrages exprimés                              | Suffrages exprimés       | Suffrages exprimés            | 1 694 | 99,12 |        |               |
| Votes invalide                                  | Votes invalide           | Votes invalide                | 11    | 0,64  |        |               |
| Votes blancs                                    | Votes blancs             | Votes blancs                  | 4     | 0,23  |        |               |
| Total                                           | Total                    | Total                         | 1 709 | 100   | 3      | en stagnation |
| Abstentions                                     | Abstentions              | Abstentions                   | 21    | 1,21  |        |               |
| Inscrits / participation                        | Inscrits / participation | Inscrits / participation      | 1 731 | 98,79 |        |               |